# نیلوفر آبی زرد کوچک
نیلوفر آبی زرد کوچک (نام علمی: Nuphar pumila) نام یک گونه از سرده نیلوفر آبی زرد است.